# Poolse parlementsverkiezingen 1997

Zetelverdeling na de Poolse parlementsverkiezingen 1997

De Poolse parlementsverkiezingen van 1997 voor de Sejm en de Senaat vonden plaats op 21 september 1997. De opkomst lag rond de 47% van de kiezers. De verkiezingen werden gewonnen door de liberaal-conservatieve AWS, die daarop een coalitie vormde met de Vrijheidsunie (UW) (een andere liberale partij). De grote verliezer was de regeringspartij PSL. Ook de andere regeringspartij, de SLD, verloor ondanks stemmenwinst enige zetels. Beide partijen kwamen in de oppositie terecht.

## Uitslag
| Opkomst: 52% | Opkomst: 52%                           | Opkomst: 52%                 | Opkomst: 52% | Opkomst: 52% | Opkomst: 52% | Opkomst: 52% | Opkomst: 52%  | Opkomst: 52%  |
| Naam         | Naam                                   | Poolse naam                  | Afkorting    | %            | Zetels Sejm  | Zetels Sejm  | Zetels Senaat | Zetels Senaat |
| Naam         | Naam                                   | Poolse naam                  | Afkorting    | %            | 1997         | +-           | 1997          | +/-           |
| ------------ | -------------------------------------- | ---------------------------- | ------------ | ------------ | ------------ | ------------ | ------------- | ------------- |
|              | Verkiezingsactie Solidariteit          | Akcja Wyborcza Solidarność   | AWS          | 33,83        | 201          |              | 51            |               |
|              | Alliantie van Democratisch Links       | Sojusz Lewicy Demokratycznej | SLD          | 27,13        | 164          | -7           | 28            | -9            |
|              | Vrijheidsunie                          | Unia Wolności                | UW           | 13,37        | 60           |              | 8             |               |
|              | Poolse Volkspartij                     | Polskie Stronnictwo Ludowe   | PSL          | 7,31         | 27           | -105         | 5             | -31           |
|              | Beweging voor de Wederopbouw van Polen | Ruch Odbudowy Polski         | ROP          | 5,56         | 6            |              | 5             |               |
|              | Duitse minderheid                      | Mniejszość Niemiecka         | MN           |              | 2            |              |               |               |
| Totaal       | Totaal                                 | Totaal                       | Totaal       | Totaal       | 460          | 460          | 100           | 100           |